# Brot de verola del mico del 2024
Una epidèmia d'una nova variant de la verola del mico clade I, coneguda com a clade 1b, va començar a l'Àfrica Central almenys ja el setembre de 2023. L'agost de 2024, s'han registrat més de 17.000 casos, amb 517 víctimes mortals, gairebé tots a la República Democràtica del Congo.
El 14 d'agost de 2024, l'Organització Mundial de la Salut va declarar l'epidèmia una emergència de salut pública de preocupació internacional (PHEIC).